# マティアス・デフェデリコ
マティアス・アドリアン・デフェデリコ（Matías Adrián Defederico, 1989年8月23日 - ）は、アルゼンチン・ブエノスアイレス出身の元同国代表サッカー選手。現役時代のポジションはMFもしくはFW。

## 経歴

### クラブ
2007年、CAウラカンでデビュー。2009年、ブラジルのSCコリンチャンス・パウリスタに400万ドルの移籍金で移籍した。2011年、母国のCAインデペンディエンテに期限付き移籍。2012-13シーズンは古巣のウラカンにレンタルで加入し、2013年7月30日には同クラブに完全移籍することが発表された。2014-15シーズンはアラビアン・ガルフ・リーグのアル・ダフラSCCでプレー。2015年1月16日、プリメーラ・ディビシオンに昇格したCAヌエバ・チカゴに加入した。
トルコやインドでのプレーを経て、2017年よりプリメーラ・カテゴリア・セリエAのCDウニベルシダ・デル・エクアドルと契約を交わした。

### 代表
ディエゴ・マラドーナ監督によってアルゼンチン代表に招集され、2009年5月21日のパナマ戦で初出場と初得点を記録した。